# Henri Dupuy de Lôme
Stanislas Charles Henri Dupuy de Lôme (Ploemeur, prop d'An Oriant, Bretanya, 15 d'octubre de 1816 – París 1 de febrer de 1885) va ser un dels més brillants enginyers navals francèsos del segle xix. Era fill d'un oficial naval a l'oest de França. Va estudiar a la École Polytechnique. Va ser particularment actiu durant el període 1840-1870.
Al voltant de 1842, quan va acabar la formació professional, va anar a Anglaterra i va estudiar a fons de la construcció naval de ferro i la navegació a vapor. Arran d'allò va escriure un informe, publicat posteriorment sota el títol de "Mémoire sur la construcció des Batiments en Fer" (París) el 1844.

## El primer cuirassat de vapor del món

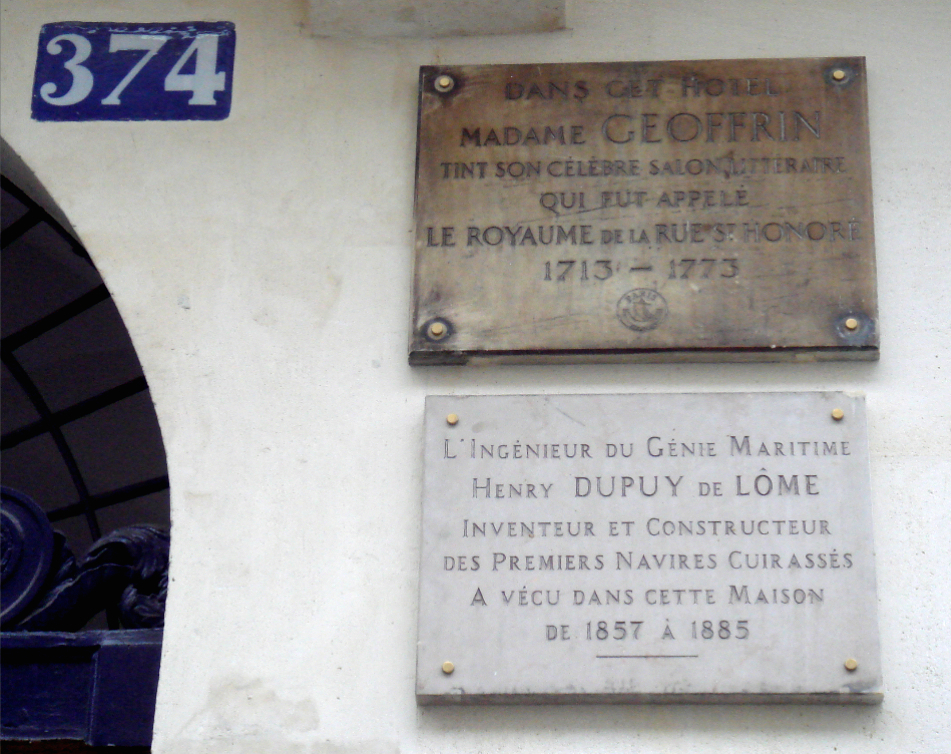
Henri Dupuy de Lôme va viure a la Rue Saint-Honoré, 374, a París, des de 1857 fins a la seva mort en 1885 (detall de la placa commemorativa a la dreta).

Quan va tornar d'Anglaterra, Dupuy de Lôme va començar a treballar a l'arsenal de Toló. En aquella època els vaixells de vapor de la marina francesa eren moguts per rodes de pales. Hi havia una gran oposició a la introducció del motor a vapor en vaixells de línia. La roda de pales es considerava inadequada per l'enfrontament entre grans vaixells i encara no es confiava prou en l'hèlix. Per tant, la gran majoria dels oficials de les marines francesa i britànica, eren contraris a incloure la propulsió a vapor.
Dupuy de Lôme havia estudiat amb molta cura els detalls del SS Great Britain, que havia vist construir a Bristol, i estava convençut que la màquina de vapor s'havia d'utilitzar en els vaixells de línia. Aferrat a aquesta idea, ja en 1845 va enviar un informe al Ministre de la Marina que suggeria la construcció d'una fragata impulsada per hèlix, amb el buc de ferro i protegida per un cinturó blindat compost per diverses capes de ferro galvanitzat. Tot i que van passar molts anys fins que la seva proposta no va tirar endavant, l'informe, per ell mateix, és prova suficient per considerar-lo com un dels més grans arquitectes navals de l'època.

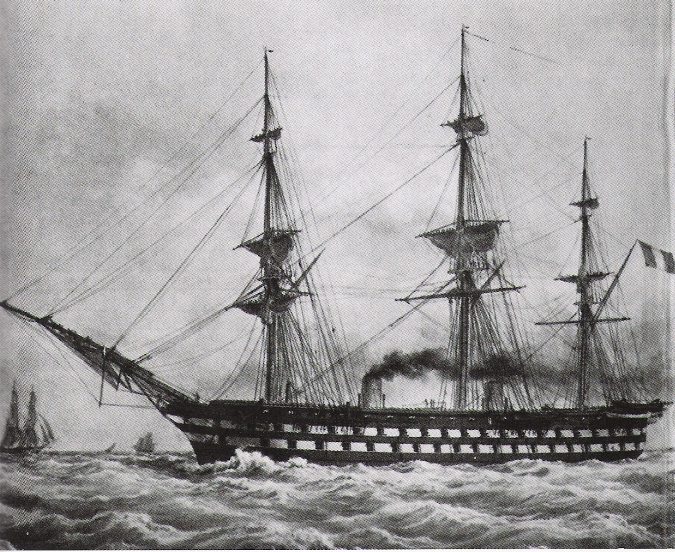
El Napoléon (1850) de Dupuy de Lome, el primer vaixell de batalla propulsat a vapor.

De fet, Dupuy de Lôme no era l'únic que pensava que els canvis radicals en la construcció i la propulsió dels vaixells eren imminents. Els seus col·legues de la Génie Marítima (enginyeria naval) també ho creien. Mentrestant el Regne Unit va encarregava el primer vaixell en línia propulsat per hèlice. Això va empènyer els francesos per iniciar la conversió dels seus vaixells de línia en els vaixells amb motor a vapor auxiliar.

## El primer navili cuirassat (ironclad)

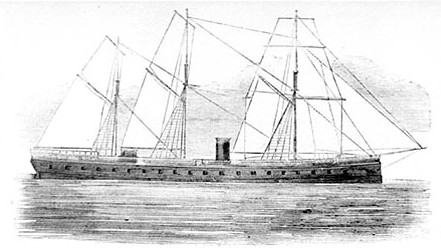
La Gloire, el primer navili cuirassat (1858)

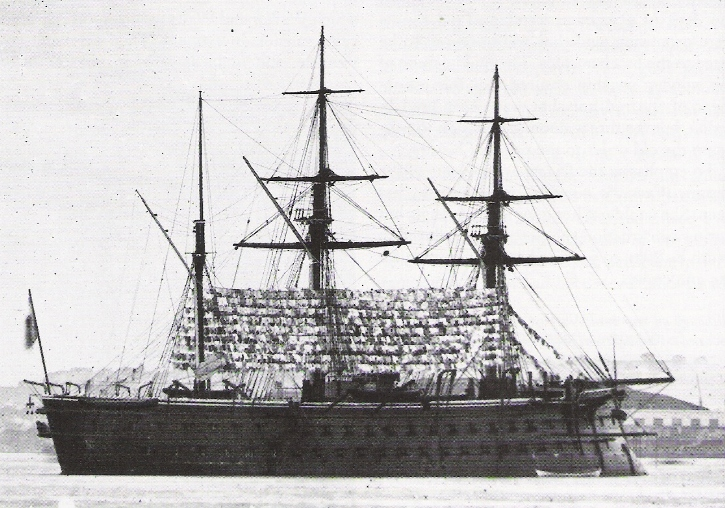
Lironclad Solférino, de la classe Magenta, els únics ironclad construïts amb dos cobertes.

A més de la introducció de la màquina de vapor, l'ús d'estructures de ferro provocava simultàniament a una altra revolució en el disseny naval. Dupuy de Lôme va aplicar el seu talent a aquest àmbit, així, en mostrar la viabilitat de blindatge dels bucs dels vaixells. El 1857 va obtenir el càrrec més alt a la Constructive Corps—Directeur du Matériel - i aconseguir que s'acceptés el seu disseny per a construir La gloire, el primer ironclad. La Gloire es va construir molt ràpidament, i va venir seguida d'un programa de construcció que va lliurar un total de cinc vaixells de guerra el 1863.
Dos d'aquests vaixells, també dissenyats per Dupuy de Lôme, el Magenta i el Solferino van ser els primers ironclads del món de dues cobertes folrats amb blindatge d'acer. També van ser els primers a disposar d'ariet.
En el disseny de La Gloire, Dupuy de Lôme va seguir el principi de la utilització de formes i dimensions ja conegudes, i només va canviar el que era absolutament necessari. El Napoléon era gairebé una reproducció de La Gloire pel que fa a l'obra viva, però amb una sola coberta armada en comptes de dues, i la bateria completament blindada. Mentre va estar en el càrrec, Dupuy de Lôme sempre va respectar aquest principi, però simultàniament es mostrava disposat a estudiar la millor manera d'afrontar les exigències creixents d'augmentar el blindatge, d'embarcar armes més pesades i augmentar la velocitats. Cal assenyalar, que durant el seu mandat, especialment durant l'empenta inicial, només una petita proporció dels nous vaixells van ser exclusivament de fusta.
Va rebre una gran quantitat de distincions: la Legió d'Honor en 1845, va ser nomenat comandant en 1858 i gran oficial el desembre de 1863. El 1860 va ser nomenat conseller d'Estat, representant el Ministeri de la marina francesa al Parlament. El 1861, va ser nomenat "inspecteur général du matériel de la Marine" (inspector general del material de l'armada). El 1866 va ser elegit membre de l'Acadèmia de les Ciències. A l'inici de la guerra Franco-alemanya va ser nomenat membre del comitè de defensa. Entre 1869 i 1875 va ser diputat, i el 1877 va se'l va nomenar senador vitalici. A més de l'Acadèmia de Ciències va ser membre de diversos organismes científics distingits.

## Globus dirigibles

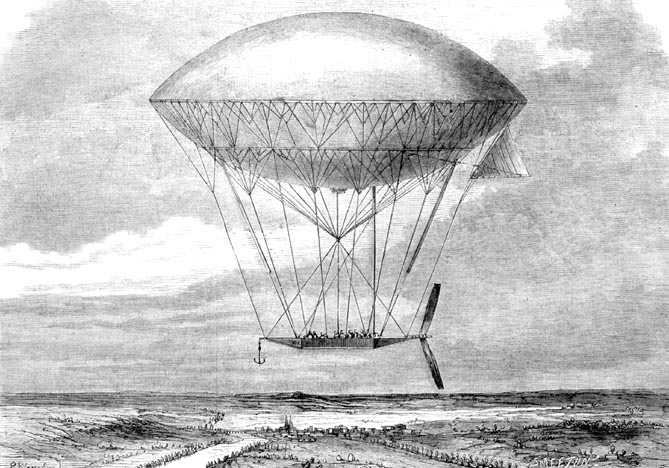
Globus dirigible inventat per Dupuy de Lome el 1872.

El 1870, Dupuy de Lôme va dedicar una gran quantitat de temps a perfeccionar un globus que pogués ser dirigit. El govern francès li va donar un gran suport amb un crèdit de 40.000 francs de l'època perquè desenvolupes els seus experiments. El globus, el Dupuy de Lôme es va acabar només uns dies abans que la capitulació francesa en la guerra francoprussiana.
El Dupuy de Lôme mesurava 36 metres de llarg, 14,84 metres de diàmetre i 29 metres d'amplada, la qual cosa li proporcionava un volum total de 3.454 metres cúbics. Duia un motor de 2cv, cosa que li permetia una velocitat de 9 a 11 km/h. La cistella de sota el globus podia carregar a 8 tripulants, alguns dedicats a la navegació i d'altres com a observadors. Va ser el primer dirigible operacional del món i tot i arribar tard a la guerra els resultats obtinguts van ser més que acceptables.

## Tren embarcable
El 1875 va desenvolupar un sistema per embarcar trens des de Calais fins a Anglaterra, i el juliol del mateix any va mostrar els plànols a millores necessàries al port i els models de vaixells transportadors de trens a l'Acadèmia de Ciències.
El 1877 va ser nomenat senador vitalici.

## El submarí elèctric
Cap al final de la seva vida, fortament inspirat pels resultats del submarí experimental Plongeur, Dupuy de Lôme va treballar en un projecte per desenvolupar un submarí elèctric. A la seva mort el projecte va passar a mans del seu amic Gustave Zédé, el qual va aconseguir el primer submarí elèctric del món el Gymnote.

## Llegat

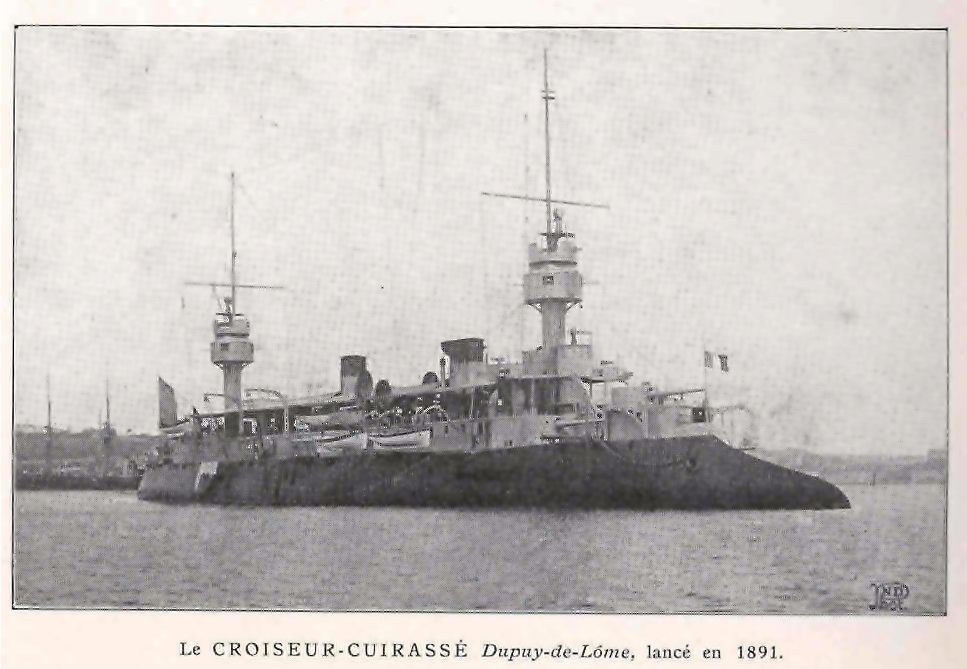
Dupuy de Lôme (1887), primer creuer cuirassat de la història, batejat en honor de l'insigne arquitecte naval

Dupuy de Lomé va ser l'instrument que la marina francesa va utilitzar per prendre la iniciativa tecnològica del segle xix en diversos camps. En la seva època va consolidar la posició de la marina francesa com la segona del món. Aquestes innovacions es van basar en una forta base industrial, només superada pel Regne Unit, i molt pel davant dels Estats Units i de Prússia. Segons un obituari britànic "cal preguntar-se si mai cap constructor ha prestat un servei tan gran a la marina de qualsevol país del món ...".
Vaixells s'han anomenat Dupuy de Lôme':
- El creuer cuirassat Dupuy de Lôme (1887), botat a Brest el 1887. Era capaç d'arribar als 23 knots (43 km/h), dissenyat per atacar els vaixells de mercaderies enemics, dissenyat segons la doctrina de la "Jeune École".
- El submarí Dupuy de Lôme (1915).
- El Dupuy de Lôme (A759), botat el 27 de març de 2004 i construït als Països Baixos per a la marina francesa, és un vaixell destinat a capturar comunicacions enemigues, està dotat d'intel·ligència electrònica. Va substituir el Bougainville l'Abril de 2006.